# Kelloggina mochlura
Kelloggina mochlura är en tvåvingeart som först beskrevs av Lutz 1920.  Kelloggina mochlura ingår i släktet Kelloggina och familjen Blephariceridae. Inga underarter finns listade i Catalogue of Life.